# Kamsar Cité
Kamsar cité est l'un des districts de la sous-préfecture de Kamsar, situé dans la préfecture de Boké en république de Guinée.

## Géographie

### Démographie
- En 2014, le district comptait 21 680 habitants selon les RGPH 2014[1].